# Adjuntas del Refugio
Adjuntas del Refugio är en ort i Mexiko.   Den ligger i kommunen Monte Escobedo och delstaten Zacatecas, i den centrala delen av landet, 600 km nordväst om huvudstaden Mexico City. Adjuntas del Refugio ligger 1 963 meter över havet och antalet invånare är 260.
Terrängen runt Adjuntas del Refugio är kuperad åt nordost, men åt sydväst är den platt. Adjuntas del Refugio ligger nere i en dal. Runt Adjuntas del Refugio är det mycket glesbefolkat, med 5 invånare per kvadratkilometer. Närmaste större samhälle är Xoconostle, 15,8 km norr om Adjuntas del Refugio. I omgivningarna runt Adjuntas del Refugio växer huvudsakligen savannskog.